# Rexurdimento

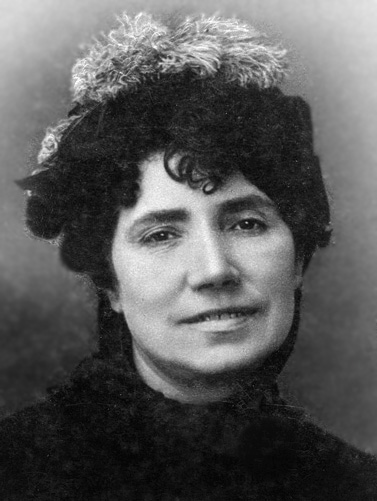
Rosalía de Castro, escritora do Rexurdimento

Rexurdimento, que em galego significa Ressurgimento, foi um movimento cultural que ocorreu na Galiza na segunda metade do século XIX. Este movimento, ainda que fundamentalmente cultural, é considerado o embrião do nacionalismo galego. O nome provém da palavra galega rexurdir (em português, "ressurgir").
O caminho do Rexurdimento foi precedido por uma nova situação político-cultural na primeira metade do século XIX, a chamada época dos Precursores.
Alguns acontecimentos históricos importantes contribuíram para despertar a consciência nacionalista de muitos galegos. Um deles foi a invasão francesa, que deu lugar à circulação de textos de agitação popular, escritos em galego. A consciência de uma Galiza diferenciada do resto da Espanha foi aumentando progressivamente. Esta procura da identidade manifestava-se em publicações nas quais os escritores e políticos valorizam aquilo que é próprio em oposição ao exterior, considerado como ameaça.
Em 1856 ocorreu o banquete de Conxo, no qual confraternizaram estudantes e trabalhadores, e em que o galeguismo tomou características revolucionárias. Era reivindicado o direito da Galiza a administrar os seus próprios recursos, participando pessoas que teriam grande protagonismo no movimento nacionalista galego, como Aurelio Aguirre ou mesmo Eduardo Pondal.
Com a publicação em 1853 do primeiro livro escrito em língua galega no século XIX, A gaita galega, deu-se um passo importante no sentido da normalização literária galega. O seu autor foi Xoán Manuel Pintos, que, junto com Francisco Añón, Manuel Murguía e outros, pertenceu ao grupo chamado dos Precursores, que anteciparia o "rexurdimento".
O Rexurdimento propriamente dito chegou com a publicação de "Cantares Galegos"  de Rosalía de Castro, em 1863, obra que marcaria a maturidade deste "renascimento" da cultura galega. Outros escritores destacados foram Curros Enríquez (Aires da miña terra, 1880) e Eduardo Pondal (Queixumes dos pinos, 1886), que proporcionaram ao galego a plenitude literária que tinha perdido alguns séculos antes.